# 安田成美 (アルバム)
『安田成美』（やすだなるみ）は、安田成美1枚目のオリジナル・アルバム。 1984年4月25日に徳間ジャパンからリリースされた。

## 概要
1stシングル「風の谷のナウシカ/風の妖精」、2ndシングル「トロピカル・ミステリー/月のミューズ」のAB面の4曲を除く全曲高橋幸宏プロデュース。

## 再発盤
2000年6月にはテクノ歌謡DXシリーズの1枚として『NARUMI YASUDA first album』のタイトルで、オリジナル10曲（但し「月のミューズ」はシングル・ミックスで収録）＋「風の妖精（シングルバージョン）」（※シングルバージョンとあるが、シングル及びアルバムにバージョン違いはなく、同一バージョンが収録）、「透明なオレンジ」「銀色のハーモニカ」の3曲追加した全13曲で再発売。
2013年には、本作収録の全10曲（同じ曲順）にシングルのみの曲等を収録した『安田成美コレクション』（詳細は後述の関連アルバムを参照）が発売された。続く2016年にはオリジナル・アルバム『安田成美』（タワーレコード限定）がボーナス・トラックとしてシングル「銀色のハーモニカ」とカラオケ4曲を追加して再発売した。なお2作の主な違いとして『安田成美コレクション』は11曲目以降が未収録シングル等を収録していたが、『安田成美』の再発売盤はカラオケと未収録シングルは「銀色のハーモニカ」のみ収録となっている。

## 収録曲
| #         | タイトル                      | 作詞      | 作曲      | 編曲      | 時間  |
| --------- | ----------------------------- | --------- | --------- | --------- | ----- |
| 1.        | 「風の谷のナウシカ」          | 松本隆    | 細野晴臣  | 萩田光雄  | 4:05  |
| 2.        | 「喋をちぎった少女」          | 売野雅勇  | 高橋幸宏  | 高橋幸宏  | 3:04  |
| 3.        | 「Sueはおちゃめなパン屋さん」 | 鈴木博文  | 鈴木慶一  | 高橋幸宏  | 4:05  |
| 4.        | 「星屑たちのクルージング」    | 売野雅勇  | 高橋幸宏  | 高橋幸宏  | 4:01  |
| 5.        | 「風の妖精」                  | 松本隆    | 細野晴臣  | 白井良明  | 4:19  |
| 6.        | 「水のナイフ」                | 売野雅勇  | 高橋幸宏  | 高橋幸宏  | 5:18  |
| 7.        | 「寂しい優しさ」              | 売野雅勇  | 高橋幸宏  | 高橋幸宏  | 3:15  |
| 8.        | 「トロピカル・ミステリー」    | 松本隆    | 大村雅朗  | 萩田光雄  | 3:48  |
| 9.        | 「月のミューズ」              | 松本隆    | 大村雅朗  | 萩田光雄  | 3:51  |
| 10.       | 「風の刺青 (KAZE NO SHISEI)」 | 売野雅勇  | 高橋幸宏  | 高橋幸宏  | 4:07  |
| 合計時間: | 合計時間:                     | 合計時間: | 合計時間: | 合計時間: | 39:53 |

| #   | タイトル                                                  | 作詞   | 作曲     | 編曲               |
| --- | --------------------------------------------------------- | ------ | -------- | ------------------ |
| 11. | 「銀色のハーモニカ」(ボーナス・トラック)                  | 松本隆 | 細野晴臣 | 細野晴臣、萩田光雄 |
| 12. | 「風の谷のナウシカ (カラオケ)」(ボーナス・トラック)       |        |          |                    |
| 13. | 「風の妖精 (カラオケ)」(ボーナス・トラック)               |        |          |                    |
| 14. | 「トロピカル・ミステリー (カラオケ)」(ボーナス・トラック) |        |          |                    |
| 15. | 「月のミューズ (カラオケ)」(ボーナス・トラック)           |        |          |                    |

## 解説
「風の谷のナウシカ」
デビュー・シングル (A面)。
「Sueはおちゃめなパン屋さん」
5thシングル『サマー・プリンセス』(B面)として、翌1985年にシングル・カット。
「風の妖精」
デビュー・シングル『風の谷のナウシカ』(B面)。
「トロピカル・ミステリー」
2ndシングル (A面)。
「月のミューズ」
2ndシングル「トロピカル・ミステリー」(B面)。
未表記だがアルバム・ミックスで収録。シングルには別ミックス収録。

## 発売形態
| 形態 | 発売日         | 品番       | 発売元                                  | 備考 |
| ---- | -------------- | ---------- | --------------------------------------- | --- |
| LP   | 1984年4月25日  | 28JAL-9    | 徳間ジャパン/徳間コミュニケーションズ   | オリジナル発売日。 |
| CT   | 1984年4月25日  | 28J-104    | 徳間ジャパン/徳間コミュニケーションズ   | |
| CD   | 1989年02月25日 | 32JC-390   | 徳間ジャパン/徳間コミュニケーションズ   | 【初CD化】 裏ジャケ：イラスト地 |
| CD   | 1991年12月21日 | TKCA-30486 | 徳間ジャパン/徳間コミュニケーションズ   | 【CD再発】 廉価盤/裏ジャケ：白地 |
| CD   | 2000年06月25日 | PCD-1338   | P-VINE/徳間ジャパンコミュニケーションズ | 【CD再発】 テクノ歌謡DXシリーズの1枚として、『NARUMI YASUDA first album』のタイトルで再発売。10曲＋3曲追加。「月のミューズ」はシングル・ミックス。裏ジャケ：LPと同じ写真に「風の谷のナウシカ」「透明なオレンジ」「銀色のハーモニカ」ジャケット掲載。 |
| CD   | 2016年01月27日 | TJJC-30030 | 徳間ジャパンコミュニケーションズ        | 【CD再発】2016年デジタル・リマスタリング。タワーレコード限定の再発。10曲＋5曲追加。 |

## 関連アルバム
以下の作品は本作品「安田成美」収録曲10曲が全て収録されている。
- 『安田成美全曲集』（1984年11月25日）
  - 10曲＋3rdシングル「透明なオレンジ/夢の散歩」、4thシングル「銀色のハーモニカ/悪戯な小鳥」のAB面4曲を収録した全14曲。曲順は再構成されている。
  - 「月のミューズ」はシングル・ミックスで収録。
  - 1988年には同タイトル「安田成美全曲集」で別ジャケット、収録内容変更したゴールドシリーズ盤も存在する。
- 『安田成美コレクション』（2013年05月08日）
  - オリジナルの曲順10曲+3rdシングル「透明なオレンジ/夢の散歩」、4thシングル「銀色のハーモニカ/悪戯な小鳥」、5thシングル「サマー・プリンセス」、2ndアルバム『ジンジャー』から「思い出のロックンロール」「星の降る夜」の7曲を加えた全17曲。2013年リマスタリング。
  - 「月のミューズ」はアルバム・ミックスで収録。
  - 「サマー・プリンセス」はオムニバス・アルバムでCD化はされていたが、安田成美名義では初収録となった。
  - ファーストアルバム「安田成美」とジャケット写真同じ